# Хрюнов Володимир Вікторович
Хрюнов Володимир Вікторович (рос. Владимир Викторович Хрюнов; нар. 11 червня 1967, Тараз, Казахстан) — російський спортивний менеджер та промоутер.
Деякі боксери справи яких вів або веде Хрюнов:
- Олександр Повєткін
- Денис Лєбєдєв
- Олександр Бахтін
- Хабіб Аллахвердієв
- Світлана Кулакова
- Едуард Трояноський
- Дмитро Чудінов
- Федір Чудінов